# Строкин, Михаил Порфирьевич
Михаи́л Порфи́рьевич Строки́н (1832—1887) — российский духовный композитор и педагог XIX века.

## Биография
Михаил Строкин родился в 1832 году в городе Кронштадте в семье местного кронштадтского протоиерея. Воспитывался сначала в Петербургской духовной семинарии, откуда в 1859 году перешёл в Петербургскую духовную академию, курс которой окончил в 1864 году со степенью кандидата. Уже на студенческой скамье Строкин интересовался духовной музыкой и этому предмету посвятил свое выпускное сочинение — «История церковного пения в России», удостоенное лестной профессорской оценки.
Вскоре по выходе из академии, в январе 1864 года, Строкин был назначен преподавателем логики и психологии в Смоленскую духовную семинарию, а в 1865 году, по собственной просьбе, переведен псаломщиком к православной придворной церкви в Штуттгарт, откуда в начале 1870-х гг. перешёл в Санкт-Петербургскую духовную семинарию на должность учителя немецкого языка и церковного пения, преподаванием последнего предмета занимаясь одновременно и в других учебных заведениях Петербурга, — Мариинском институте и училищах Императорского человеколюбивого общества (см. Гимназия Императорского Человеколюбивого общества).
В 1882 году Михаил Порфирьевич Строкин оставил педагогическую деятельность и перешёл в Кронштадт на гражданскую службу по Морскому ведомству Российской империи.
В Русском биографическом словаре Половцева М. П. Строкину и его творчеству была дана следующая оценка: «Глубокий знаток и тонкий ценитель духовной музыки и церковного пения, Строкин ещё в бытность в академии руководил её хором, а позже основал целый ряд частных любительских кружков пения. Как духовный композитор он находился под влиянием светской музыки, особенно итальянской школы, и был не особенно плодовит. Однако то немногое, что написано им, обнаруживает несомненное музыкальное творчество, прошедшее хорошую школу. Главнейшие черты, которыми проникнута его музыка — строгое единство, вполне отвечающее своему предмету, и чуждость каких-либо крайностей; мелодии его спокойны, торжественны, иногда грустны и часто трогают сердце…»
Михаил Порфирьевич Строкин скончался 7 (19) июня 1887 года в родном городе.
Из духовных композиций Строкина наиболее известны следующие: «Зряще мя безгласна», «Ныне отпущаеши» (на 4 мужских голоса), «Богородице Дево», «Хвалите Имя Господне» (на 2 хора), «Херувимская», «Милость мира», «Тебе поём», «Хвалите Господа небес»; большинство этих произведений вошло в сборник «Духовно-музыкальные сочинения Строкина», изданный в 1889 году, уже после смерти автора, хором городских церквей в Кронштадте. Ещё при жизни автора был напечатан популярный светский дуэт «Белеет парус одинокий».